# Les tres Bes

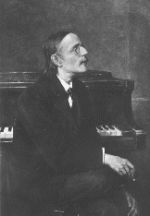
Peter Cornelius fou el primer en fer servir la frase "Les tres Bes" per referir-se a tres músics destacats

"Les tres Bes" és una frase feta derivada d'una expressió encunyada per Peter Cornelius l'any 1854, el qual va afegir Hector Berlioz com la tercera B al costat de les reconegudes de Johann Sebastian Bach i Ludwig van Beethoven. Anys més tard, el famós director Hans von Bülow afegiria Johannes Brahms per substituir Berlioz. La frase s'utilitza en xerrades de música clàssica per referir-se a un lloc destacat de Bach, Beethoven, i Brahms entre altres compositors.
En un article al Berliner Allgemeine Musikalische Zeitung, Cornelius va incorporar Berlioz com la tercera B, concloent el seu article amb l'exclamació, "Bach, Beethoven, Berlioz!" Dècades més tard, Bülow va elaborar el següent calembour en un escrit a un amic: "Mein musikalisches Glaubensbekenntniss steht in Es dur, mit drei B-en in der Vorzeichnung: Bach, Beethoven, und Brahms!" B, en la terminologia musical alemanya, representa la nota si♭ així com pel signe ♭. El comentari pot ser traduït, més o menys, per "El meu credo musical és en la clau de mi bemoll major, i conté tres B[-♭]s en la seva armadura: Bach, Beethoven, i Brahms!" A Bülow li atreia la idea d'una classe de Santíssima Trinitat de la música clàssica, i va escriure en la dècada de 1880: "Crec en Bach, el Pare, Beethoven, el Fill, i Brahms, l'Esperit Sant de la música". També va connectar Beethoven i Brahms per referir-se a la Primera Simfonia de Brahms com la Desena Simfonia de Beethoven.
Niccolò Paganini havia identificat cap el 1838 a Berlioz com el successor digne de Beethoven. I, de fet, Hans von Bülow, també havia afirmat que Berlioz era "el successor immediat i més energètic de Beethoven". Hi ha hagut experts (David Matthews) que han proposta afegir una "quarta B" que seria Benjamin Britten.

## En la cultura popular
- En una tira de Peanuts (publicat el 22 de febrer de 1952), quan Schroeder comença a tocar el piano, Charlie Brown diu que "has sentit de Bach, Brahms, i Beethoven, oi? Bé, des d'ara serà Schubert, Schumann, i Schroeder."